# Sandra Sabattini
Bem-aventurada Alexandra Sabattini (em italiano: Alessandra Sabattini; Riccione, 19 de agosto de 1961 – Bolonha, 2 de maio de 1984) foi uma italiana declarada beata pela Igreja Católica Romana e membro da Associação Comunitária Papa Giovanni XXIII.
Sabattini ingressou na associação depois de conhecer seu fundador Oreste Benzi em sua infância e começou a trabalhar ao lado de dependentes químicos e pessoas doentes com o sonho de fazer parte das missões médicas em África. Mais tarde, ela ficou noiva, mas sua vida foi interrompida após ser atropelada em um acidente de carro enquanto passava para participar de uma reunião da associação perto de Rimini.
Benzi pressionou e pressionou para que seu processo de beatificação fosse lançado e essa permissão foi concedida duas décadas depois, pouco antes de o próprio Benzi morrer. A causa se abriu e ela se intitulou como serva de Deus. Papa Francisco a confirmou virtude heróica e intitulou Sabattini como venerável em 6 de março de 2018, enquanto em 2 de outubro de 2019 confirmando um milagre atribuído à sua intercessão. Sabattini deveria ser beatificada em Rimini em 14 de junho de 2020, mas a pandemia de coronavírus forçou a Diocese de Rimini a adiá-la. Foi, por fim, beatificada no dia 24 de outubro de 2021, sendo a primeira noiva elevada aos altares católicos.

## Vida
Sandra Sabattini nasceu em 19 de agosto de 1961 em Rimini, no Hospital Riccione, como a primeira de duas crianças de Giuseppe Sabattini e Agnese Bonini; seu irmão era Raffaele, agora médico trabalhando no Hospital Ceccarini em Riccione. Os Sabattini moraram em Misano Adriatico antes de se mudar para Rimini em 1965 para a igreja paroquial de San Girolamo para morar com seu tio padre Don Giuseppe Bonini, pastor da paróquia.
A natureza piedosa de Sabattini quando criança se estendia a manter um diário desde 27 de janeiro de 1972, a fim de registrar seus pensamentos espirituais. Foi por volta de 1973 que ela conheceu a serva de Deus Oreste Benzi em uma das várias reuniões da Associazione Comunità Papa Giovanni XXIII de Benzi que seu tio organizou em sua paróquia. No verão de 1974, ela participou de um programa de verão para adolescentes na casa Madonna delle Vette em Canazei, Trento, para pessoas com deficiência. Essa experiência deixou com um profundo entusiasmo espiritual que, ao voltar para casa, ela disse à mãe: "Trabalhamos até cairmos, mas são pessoas que nunca deixarei". Em 1980, ela completou seus exames do ensino médio em Rimini antes de começar seus estudos em medicina na Universidade de Bolonha, em Bolonha. Sandra Sabattini era conhecida por ter obtido excelentes resultados em cada um de seus exames.
Mas dentro dela havia o desejo de fazer parte das missões médicas em África para trabalhar ao lado dos pobres e doentes. Nos fins de semana e nas férias de verão de 1982 e 1983, ela costumava visitar viciados nos centros de reabilitação da associação. Sabattini se levantava todas as manhãs para meditar na igreja no escuro diante da Eucaristia e adorava fazê-lo no chão para demonstrar sua natureza mansa e humilde; ela cantou em um coral e aprendeu o piano. Sabattini mais tarde conheceu Guido (que era um pouco mais velho que ela) em um evento do Carnivale. Os dois começaram a namorar e mais tarde foram contratados para se casar, embora ambos decidissem levar um noivado casto. Para sua alegria, ambos queriam se tornar missionários na África depois de se casarem, mas seu pai - que conhecia os sonhos do casal - aconselhou sua filha a levar as coisas em um ritmo lento, em vez de se apressar.
No final de abril de 1984, a associação se preparou para o encontro em Igea Marina, perto de Rimini. Em 29 de abril, às 9h30, ela chegou lá de carro ao lado de seu noivo e de seu amigo Elio. No momento em que saiu do carro, ela e Elio foram atingidos por um carro que passava, colocando-a em um coma do qual ela nunca se recuperou. Menos de uma semana depois, em 2 de maio, Sabattini morreu de seus ferimentos no Hospital Bellaria, em Bolonha. Seu funeral foi celebrado em 5 de maio na igreja de San Girolamo, em Rimini, e ela foi enterrada do lado de fora da igreja de Andrea Andrea em Misano Adriatico.
Em 1985, Benzi editou a primeira edição de seu diário e o fez novamente em 2003, juntamente com notas sobre sua vida. O padre Benzi disse uma vez que "Sandra não deve ser procurada entre os mortos", aludindo a uma possível exumação. As reflexões de Benzi se mostraram corretas, pois em 2009 (após a morte de Benzi) ocorreu uma exumação, mas não foram encontrados restos mortais. Isso foi atribuído ao fato de que ela queria ser enterrada em terra nua, o que significava que a corrosão do caixão era mais provável após o enterro. Fragmentos de seu caixão e de uma meia que utilizou durante seu enterro foram levados como relíquias, estando expostos em um monumento aos fundos da Igreja de São Jerônimo, em Rimini, local que costumava frequentar. Sua memória é celebrada anualmente no dia 4 de maio pela Igreja Católica.